# Podorašac
Podorašac är en ort i Bosnien och Hercegovina.   Den ligger i entiteten Federationen Bosnien och Hercegovina, i den centrala delen av landet, 30 km sydväst om huvudstaden Sarajevo. Podorašac ligger 389 meter över havet och antalet invånare är 683.
Terrängen runt Podorašac är huvudsakligen bergig. Podorašac ligger nere i en dal. Närmaste större samhälle är Konjic, 5,4 km söder om Podorašac. 
Omgivningarna runt Podorašac är en mosaik av jordbruksmark och naturlig växtlighet. Runt Podorašac är det ganska tätbefolkat, med 93 invånare per kvadratkilometer.